# Manufacture royale de porcelaine de Berlin

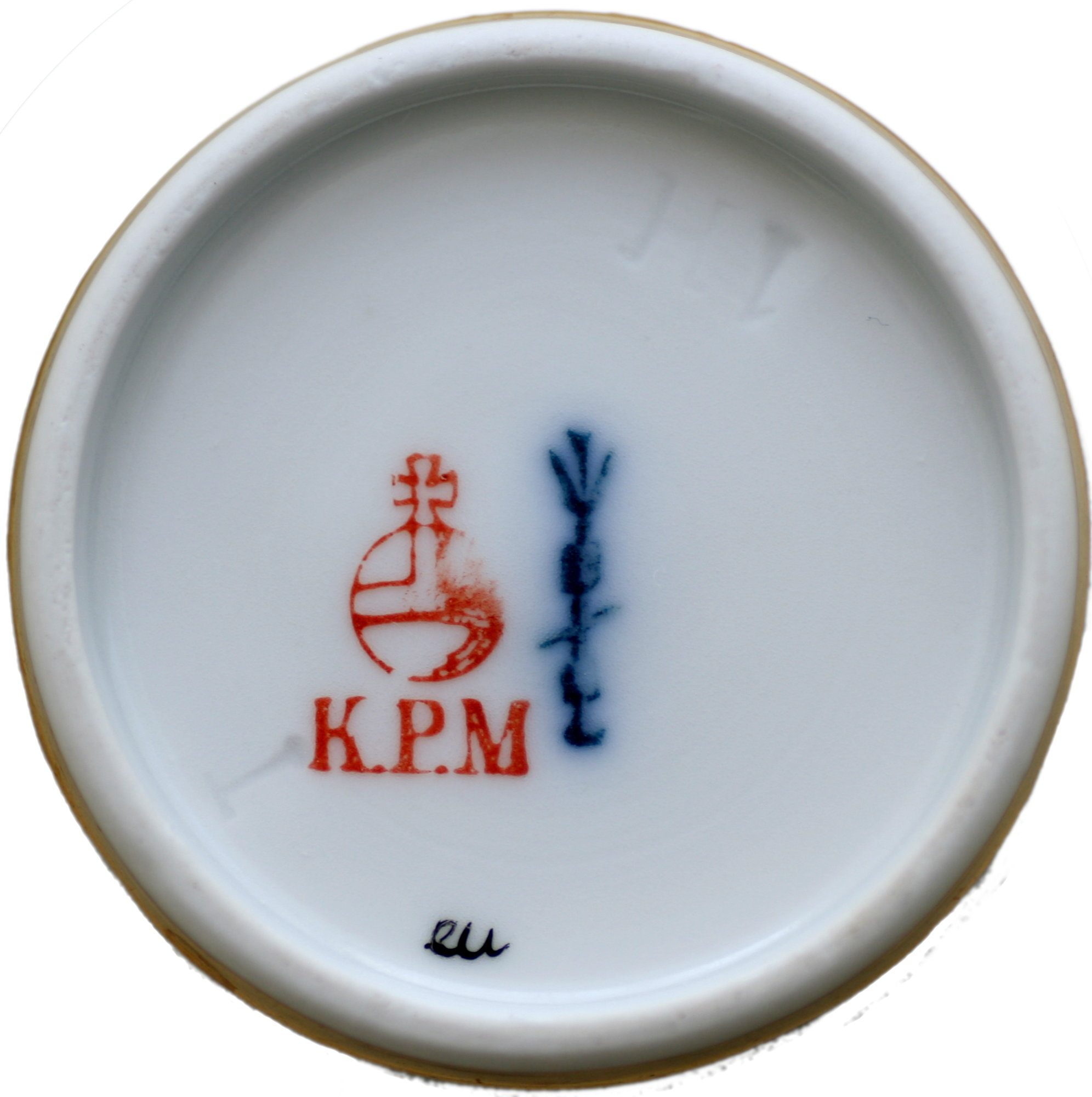
La marque en 1841

La manufacture royale de porcelaine de Berlin (en allemand : Königliche Porzellan-Manufaktur Berlin, abrégé en KPM) a été fondée en 1763 par Frédéric le Grand. Un sceptre de couleur bleu-cobalt, d'abord gravé, en constitue la marque, universellement réputée. Le sceptre fut peint à partir de 1837.
Plus tard la marque fut transformée en un sceptre côtoyant un globe royal, avec les initiales KPM.

## Histoire
Il existait auparavant à Berlin une manufacture de porcelaine fondée par Wilhelm Caspar Wegely qui fonctionna de 1751 à 1757. L'un de ses collaborateurs, Reichard, s'associe avec le riche entrepreneur Johann Ernst Gotzkowsky en 1761, afin de répondre au désir du roi de concurrencer les manufactures de Dresde, Meissen et Sèvres. Les troupes de Frédéric le Grand, pendant la guerre de Sept Ans, occupèrent Meissen et la Saxe. Ses célèbres manufactures avaient des secrets de fabrication extrêmement convoités dans toute l'Europe. Frédéric le Grand racheta l'entreprise au bord de la faillite en 1763 et allait dès lors lui donner une impulsion définitive qui dure encore aujourd'hui.
Le peintre Gottfried Wilhelm Völcker dirigea la manufacture de 1833 à 1848. Le sculpteur Johann Karl Friedrich Riese, auteur par exemple du service Courlande, a marqué le tournant de la fin du XVIIIe siècle et du début du XIXe siècle.
Nicola Moufang est le directeur artistique de la Manufacture de porcelaine d'État de Berlin de 1925 à 1929.  Sous la direction de Günther von Pechmann (de) qui lui succède en 1929, les idées du Werkbund allemand et du Bauhaus influencent le travail artistique de la Manufacture. L’objectif est de créer un design contemporain et fonctionnel pour la porcelaine de tous les jours. Des artistes contemporains tels que Gerhard Marcks, Marguerite Friedlaender et Trude Petri donnent un visage moderne au design de la porcelaine. Parmi les créations célèbres de cette période, on peut citer le service de table Urbino de Trude Petri et les vases Halle de Marguerite Friedlaender.

## Porcelaine figurative
Les figurines animales ont, dès le début, joué un rôle important dans l'histoire de KPM. À l'époque du rococo, la mise en scène de l'ombre et de la lumière et un décor naturaliste en font des représentations artistiques de la nature. Dans les années 1920, Tommi Parzinger (de) créa pour KPM des figurines de chiens et de lapins pleines d'humour dans le style Art déco. On trouve parmi les figurines animales actuelles de nombreux modèles tels que Knut l'ours polaire et de nombreuses autres miniatures d'Ours Buddy.